# Beaver Harris
Beaver Harris (20. dubna 1936 Pittsburgh – 22. prosince 1991 New York) byl americký jazzový bubeník. Pocházel ze sportovní rodiny, jako teenager hrál baseball za Kansas City Monarchs. Později vstoupil do armády a po propuštění začal hrát na bicí. V sedmdesátých letech působil spolu s klavíristou Davem Burrellem v experimentálním uskupení The 360 Degree Music Experience. Řadu let spolupracoval s Archiem Sheppem. Během své kariéry spolupracoval s mnoha dalšími hudebníky, mezi něž patří například Steve Lacy, Marion Brown, Roswell Rudd, Gato Barbieri a Albert Ayler. Rovněž vydal několik vlastních alb.